# Alessandro Nannini
Alessandro Nannini (ur. 7 lipca 1959 w Sienie) – włoski kierowca wyścigowy, młodszy brat piosenkarki rockowej, Gianny Nannini.

## Kariera
Nannini urodził się w Sienie. W Formule 1 zadebiutował w roku 1986 w zespole Minardi u boku Andrei de Cesarisa. W tym samym zespole ścigał się także w sezonie 1987, tym razem mając za partnera Adriána Camposa. Mimo faktu, iż w wielu wyścigach Nannini z powodu wysokiej awaryjności nie dojeżdżał do mety, jego występy spowodowały, iż na sezon 1988 przeniósł się do czołowego zespołu, Benetton.
Od razu Włoch dał poznać się w Benettonie jako szybki kierowca. Do swojego drugiego wyścigu w tym zespole (Grand Prix San Marino) startował z czwartego miejsca, natomiast Grand Prix Wielkiej Brytanii ukończył na trzecim miejscu. Nannini został w Benettonie na sezon 1989. Podczas Grand Prix Japonii jechał na trzecim miejscu, ale po kolizji Ayrtona Senny z Alainem Prostem objął prowadzenie. Następnie wyprzedził go Senna, ale został zdyskwalifikowany, dzięki czemu Nannini wygrał wyścig; było to jego jedyne zwycięstwo w Formule 1.
Tydzień po Grand Prix Hiszpanii Nannini uczestniczył w wypadku śmigłowca w Sienie, w wyniku którego jego ramię zostało dotkliwie zranione, co uniemożliwiło kontynuowanie kariery przez Włocha w Formule 1, podczas której w 78 grand prix zdobył 65 punktów, 9 miejsc na podium i jedno zwycięstwo.
Mimo jedynie częściowej sprawności ramienia, Nannini odnosił sukcesy turystyczną Alfą Romeo w latach 90.
W roku 1997 Nannini ścigał się Mercedesem w mistrzostwach FIA GT. Po tym roku zakończył karierę kierowcy wyścigowego. Obecnie prowadzi sieć kawiarni Caffé Nannini.
W 2007 roku na krótko powrócił do ścigania, startując w serii Grand Prix Masters.

## Wyniki
| Legenda oznaczeń w tabelach wyników Wyświetl szablon na nowej stronie | Legenda oznaczeń w tabelach wyników Wyświetl szablon na nowej stronie                                                                     |
| Oznaczenie                                                            | Wyjaśnienie |
| --------------------------------------------------------------------- | --- |
| Złoty                                                                 | Zwycięzca lub mistrzostwo |
| Srebrny                                                               | 2. miejsce lub wicemistrzostwo |
| Brązowy                                                               | 3. miejsce lub II wicemistrzostwo |
| Zielony                                                               | Ukończył, punktował (w klasyfikacji generalnej, gdy zdobył co najmniej jeden punkt na przestrzeni sezonu, poza trzema powyższymi opcjami) |
| Niebieski                                                             | Ukończył, nie punktował (w klasyfikacji generalnej, gdy nie zdobył co najmniej jednego punktu na przestrzeni sezonu)                      |
| Czerwony                                                              | Nie zakwalifikował się (NZ) |
| Czerwony                                                              | Nie prekwalifikował się (NPK) |
| Różowy                                                                | Nie ukończył (NU) |
| Różowy                                                                | Niesklasyfikowany (NS) (w klasyfikacji generalnej, gdy nie został sklasyfikowany w żadnym wyścigu sezonu)                                 |
| Czarny                                                                | Zdyskwalifikowany (DK) |
| Czarny                                                                | Wykluczony (WYK/EX) |
| Biały                                                                 | Nie wystartował (NW) |
| Biały                                                                 | Kontuzjowany (K/INJ) |
| Biały                                                                 | Wyścig odwołany (OD/C) |
| Bez koloru                                                            | Został wycofany (WYC/WD) |
| Bez koloru                                                            | Nie przybył (NP/DNA) |
| Bez koloru                                                            | Nie brał udziału w treningach (NT/DNP) |
| Bez koloru                                                            | Nie został zgłoszony (–) |
| Pogrubienie                                                           | Start z pole position |
| Kursywa                                                               | Najszybsze okrążenie wyścigu |
| †                                                                     | Nie ukończył, ale jego rezultat został zaliczony ze względu na przejechanie więcej niż 90% dystansu wyścigu.                              |
| *                                                                     | Sezon w trakcie |
| 1/2/3                                                                 | Punktowana pozycja w sprincie kwalifikacyjnym                                                                                             |
| Lista systemów punktacji Formuły 1                                    | |

| Rok  | Zespół           | Samochód       | Silnik  | 1      | 2      | 3      | 4      | 5      | 6       | 7      | 8      | 9      | 10     | 11      | 12     | 13     | 14     | 15     | 16     | Msc. | Pkt. |
| ---- | ---------------- | -------------- | ------- | ------ | ------ | ------ | ------ | ------ | ------- | ------ | ------ | ------ | ------ | ------- | ------ | ------ | ------ | ------ | ------ | ---- | ---- |
| 1986 | Minardi Team     | Minardi M185B  | MM V6   | BRA NU | ESP NW | SMR NU | MON NZ | BEL NU | CAN NU  | DET NU | FRA NU | GBR NU | GER NU | HUN NU  | AUT NU | ITA NU | POR NU | MEX 14 | AUS NU | –    | 0    |
| 1987 | Minardi Team     | Minardi M187   | MM V6   | BRA NU | SMR NU | BEL NU | MON NU | DET NU | FRA NU  | GBR NU | GER NU | HUN 11 | AUT NU | ITA 16  | POR 11 | ESP NU | MEX NU | JPN NU | AUS NU | –    | 0    |
| 1988 | Benetton Formula | Benetton B188  | Ford V8 | BRA NU | SMR 6  | MON NU | MEX 7  | CAN NU | DET NU  | FRA 6  | GBR 3  | GER 18 | HUN NU | BEL DSQ | ITA 9  | POR NU | ESP 3  | JPN 5  | AUS NU | 10   | 12   |
| 1989 | Benetton Formula | Benetton B188  | Ford V8 | BRA 6  | SMR 3  | MON 8  | MEX 4  | USA NU | CAN DSQ |        |        |        |        |         |        |        |        |        |        | 6    | 32   |
| 1989 | Benetton Formula | Benetton B189  | Ford V8 |        |        |        |        |        |         | FRA NU | GBR 3  | GER NU | HUN NU | BEL 5   | ITA NU | POR 4  | ESP NU | JPN 1  | AUS 2  | 6    | 32   |
| 1990 | Benetton Formula | Benetton B189B | Ford V8 | USA 11 | BRA 10 |        |        |        |         |        |        |        |        |         |        |        |        |        |        | 8    | 21   |
| 1990 | Benetton Formula | Benetton B190  | Ford V8 |        |        | SMR 3  | MON NU | CAN NU | MEX 4   | FRA 16 | GBR NU | GER 2  | HUN NU | BEL 4   | ITA 8  | POR 6  | ESP 3  | JPN    | AUS    | 8    | 21   |

### Podsumowanie
| Ważne wyścigi                 | Ważne wyścigi                           |
| ----------------------------- | --------------------------------------- |
| Debiut                        | Grand Prix Brazylii 1986 (#1)           |
| Pierwsze punkty               | Grand Prix San Marino 1988 (#34)        |
| Pierwsze podium               | Grand Prix Wielkiej Brytanii 1988 (#40) |
| Pierwsze najszybsze okrążenie | Grand Prix Niemiec 1988 (#41)           |
| Pierwsze zwycięstwo           | Grand Prix Japonii 1989 (#63)           |
| Ostatni                       | Grand Prix Hiszpanii 1990 (#78)         |
| Najwyższe pozycje             |                                         |
| Kwalifikacje                  | 3                                       |
| Wyścig                        | 1                                       |